# تورزا، استان اپل
تورزا، استان اپل (به لاتین: Turza, Opole Voivodeship) یک منطقهٔ مسکونی در لهستان است که در Gmina Dobrodzień واقع شده‌است.

## خصوصیات
تورزا ۲۲ نفر جمعیت دارد.